# JARNZΩ
じゃ〜んずΩ（JARNZΩ、末尾の「Ω」は発音しない）は、日本のアカペラグループである。出身は北海道。「道産子アカペラグループ」として活動開始。現在は、東京、宮崎を中心として全国各地で活動をしている。2004年5月1日結成。

## 略歴
- 2004年5月1日、ハモネプに刺激を受け、タカΩを中心とした初期メンバー6人で「じゃ〜んずΩ」を結成。当時から所属しているメンバーはヒデΩのみ。
- 2005年10月、メンバーの脱退を期に、せいやΩが加入。
- 2007年7月、メンバーの脱退を期に、し〜ちゃんΩ、あつしΩが加入。
- 2008年4月、「青春アカペラ甲子園　全国ハモネプリーグ2008春」に出場し全国優勝を果たす。
- 2008年10月、あつしΩが脱退し、5人体制となる。また、HBCラジオにてレギュラー番組「じゃ〜んずΩです!」がスタートする。
- 2011年5月、結成時より活動の拠点としていた札幌から、東京へ活動拠点を移す。
- 2012年7月、グループ名表記を、「じゃ〜んずΩ」から「JARNZΩ」へ、リーダーを、「としΩ」から「し〜ちゃんΩ」へ変更する。
- 2013年3月2日、KEIΩが加入。6人体制となる。
- 2013年6月16日、TAKAΩが脱退、ソロ活動へ移行。再び5人体制となる。
- 2015年4月1日、ATSUSHIΩが加入。6人体制となる。
- 2016年4月8日、ATSUSHIΩが脱退。5人体制に戻る。
- 2017年5月5日、すまいるエフエムにてレギュラー番組「JARNZΩの1万人に届け!」がスタートする。
- 2017年6月、宮崎県都城市にて観光大使であるみやこんじょ大使に就任する。
- 2018年5月23日、SEIYAΩ以外のメンバー名の表記が変更、それぞれ「C.ChanΩ」「としΩ」「ヒデΩ」「KeiΩ」となる。
- 2020年12月12日、KeiΩが脱退。4人体制となる。
- 2022年8月4日の生配信をもって、SEIYAΩが脱退。3人体制となる。としΩが修業期間継続となり、2人での活動がはじまる。
- 2022年9月、サポートメンバーを加え、「じゃ〜んずΩ」としての活動を開始する。
- 2023年1月、宮崎サンシャインズの球団歌・テーマソングを担当する。
- 2023年9月、サポートメンバー（よっぴーΩ、しもやんΩ、にもΩ、キョペΩ）を正規メンバーに迎え入れ、改めて「じゃ〜んずΩ」として本格的に活動開始する。
- 2025年1月、サブメンバーとなっていたとしΩが脱退。

## メンバー
- し〜ちゃんΩ （1987年5月15日 - ） リードボーカル＆コーラス担当。イメージカラーは赤色。北海道北見市出身。
- ヒデΩ （1988年11月10日 - ） リードボーカル＆コーラス担当。イメージカラーは黄色。北海道札幌市出身。
- よっぴーΩ （1992年1月16日 - ） リードボーカル＆コーラス担当。イメージカラーはオレンジ色。宮崎県日向市出身。
- しもやんΩ （1996年9月26日 - ） リードボーカル＆コーラス担当。イメージカラーは緑色。青森県弘前市出身。
- にもΩ （1992年11月1日 - ） ボイスパーカッション＆ビートボックス担当。イメージカラーはピンク色。北海道札幌市出身。
- キョペΩ （1997年11月17日 - ） ベース担当。イメージカラーは青色。北海道札幌市出身。

### 元メンバー
- としΩ （1988年6月10日 - ） ボイスパーカッション担当。イメージカラーは緑色。
- SEIYAΩ （1987年8月13日 - ） リードボーカル＆コーラス、ベース担当。イメージカラーは紫色。
- KeiΩ （1988年10月22日 - ） リードボーカル＆コーラス、ベース担当。イメージカラーは水色。
- ATSUSHIΩ （1991年6月17日 - ） リードボーカル＆コーラス担当。イメージカラーはオレンジ色。
- TAKAΩ （1987年5月14日 - ） リードボーカル＆コーラス担当。イメージカラーはピンク色。
- あつしΩ （1987年4月6日 - ） リードボーカル＆コーラス担当。イメージカラーは黒色。

## ディスコグラフィ

### シングル
1. どん底ヘヴン （2011年5月4日）
  1. どん底ヘヴン - テレビ北海道「GOLDENマーケット Vol.28」CMソング
  2. 夢叶えるんだ
  3. 光
2. 光源 （2014年5月7日）
  1. 光源
  2. アメノチアオ
3. 徨星 / LEAP （2015年10月14日） ※両A面シングル
  1. 徨星
  2. LEAP
4. CHANGE （2018年2月12日） ※会場限定販売
  1. CHANGE
  2. No.1
5. ギブミーファイブ!! （2018年9月16日） ※会場販売＋デジタル配信
  1. ギブミーファイブ!!
6. 宇宙たいそう！ （2019年10月2日）
  1. 宇宙たいそう！
  2. Home
  3. とけいのうた
  4. ギブミーファイブ!! <りますたりんぐVer.>
  5. 宇宙たいそう！～うたのおにいさん・おねえさんはきみだ！ver.～
7. いっせーのーでっ！ （2023年6月24日） ※会場限定販売
  1. スニーカー
  2. オンリーロンリーヒューマン
  3. そこのあなたへ
8. 輝け！宮崎サンシャインズ （2023年8月11日） ※会場限定販売
  1. 輝け！宮崎サンシャインズ - 宮崎サンシャインズ球団歌
  2. スニーカー
9. イスノオハナシ （2024年7月22日） ※デジタル限定販売
  1. イスノオハナシ
10. 真夜中のラブレター （2025年1月11日） ※デジタル限定販売
  1. 真夜中のラブレター
11. アリガトウ （2025年2月28日） ※デジタル限定販売
  1. アリガトウ
12. 七色戦隊エノグンジャー （2025年5月1日） ※デジタル限定販売
  1. 七色戦隊エノグンジャー

### アルバム
1. キイテCrazy （2011年12月21日）
  1. 未来地図
  2. Fly again - テレビ北海道「第23回TVh杯ジャンプ大会」テーマソング
  3. POWER
  4. 結び歌
  5. ずっと友達
  6. ファンキーファイヤー
  7. 雪の華
  8. SNOW LOVE
  9. 心いつまでもそばに
  10. ハッピーバナナ
  11. ゲレンデがとけるほど恋したい
  12. ready?
2. RAINBOW （2013年3月13日）
  1. Go! Rainbow Train
  2. 笑ってしまえ！
  3. GIVE ME BANG BANG
  4. Blue Heaven
  5. 星のメリーゴーランド
  6. ナイフと傷と
  7. YU･ME･SE･KA･I
  8. MOVE ON
3. SOUL JARNZΩ Vol.1 （2013年8月21日） ※カバーアルバム
  1. Superstition ≪'72 / Stevie Wonder≫
  2. Get Ready ≪'66 / The Temptations≫
  3. That's The Way (I Like It) ≪'75 / KC&The Sunshine Band's≫
  4. Sex Machine ≪'70 / James Brown≫
  5. Rock The Boat ≪'73 / The Hues Corporation≫
  6. Play That Funky Music ≪'76 / Wild Cherry≫
  7. Soul Man ≪'79 / The Blues Brothers≫
  8. Lady Marmalade ≪'74 / LABELLE≫
  9. Best Of My Love ≪'77 / THE EMOTIONS≫
  10. Oh Girl ≪'72 / The Chi-lites≫
4. SOUL JARNZΩ Vol.2 （2014年5月7日） ※カバーアルバム
  1. Rock Around The Clock - テレビ北海道「Do!ろーかる」5月度エンディング曲
  2. Uptown Girl
  3. You Can't Hurry Love
  4. Kokomo
  5. I Will Survive
  6. Hold On I'm Comin' - テレビ北海道「BBR」5月度オープニング曲
  7. Time Of The Season
  8. War
  9. Sir Duke
  10. I'll Be There
5. Flick The Switch! （2016年11月2日）
  1. スイッチ
  2. TSUKI
  3. 僕のストラップ
  4. 19000Hz
  5. 徨星
  6. ムリヤリSHOUT!
  7. ノーマーク
  8. 孤独ナ単体
  9. 光源
  10. ZERO
6. おりじなるΩ （2018年5月23日）
  1. CHANGE
  2. monochrome
  3. 手繋ぎパズル
  4. シンガー
  5. 照らしてスターライト
  6. No.1
  7. エール
  8. あなた
  9. がんばってるあなたへ
7. はい、ぴーすΩ （2024年3月23日） ※デジタル限定販売
  1. 笑ってしまえ！
  2. オンリーロンリーヒューマン
  3. スニーカー
  4. そこのあなたへ
  5. 輝け！宮崎サンシャインズ - 宮崎サンシャインズ球団歌

### ミニアルバム
1. Start （2008年7月28日）
  1. SIX STARS
  2. HAPPY BIRTHDAY
  3. precious story
  4. 今君は星になった
  5. ハッピーバナナ
2. REALIZE （2009年5月10日）
  1. Not war
  2. ready?
  3. Human Beat Box Solo
  4. join us!
  5. 元気を出して
  6. 君に逢えて
3. なうΩ （2011年1月8日）
  1. 夢叶えるんだ
  2. ファンキーファイヤー
  3. 光
  4. 大丈夫。僕がいるから

### DVD
1. じゃ〜んずΩです!スペシャルDVD vol.1 （2008年12月25日）
2. じゃ〜んずΩです!スペシャルDVD vol.2 （2009年1月26日）
3. じゃ〜んずΩです!スペシャルDVD vol.3 （2009年2月25日）
4. じゃ〜んずΩです!スペシャルDVD vol.4 （2009年7月1日）
5. じゃ〜んずΩです!スペシャルDVD vol.5 （2010年1月1日）

### 参加作品
1. ハモネプ チャンピオンズCD （2010年9月1日） 全国ハモネプリーグの第5回チャンピオンとして参加。

## レギュラー出演

### ラジオ
- じゃ〜んずΩです! （2008年10月 - 2011年4月） HBCラジオにて毎週日曜に放送していたが、活動拠点変更により放送終了した。
- JARNZΩの1万人に届け! （2017年5月 - 2020年5月） クローバーラジオ（旧・すまいるエフエム）にて毎週金曜20:00～20:30に放送。